# Dianne Wiest
Dianne E. Wiest, född 28 mars 1948 i Kansas City, Missouri, är en amerikansk skådespelare. 

## Biografi
1987 och 1995 tilldelades hon en Oscar för bästa kvinnliga biroll för sina insatser i Hannah och hennes systrar respektive Kulregn över Broadway. 1990 nominerades hon för sin roll i Föräldraskap.
Wiest studerade vid University of Maryland. Hon arbetade som teaterskådespelare innan hon slog igenom på film. Båda hennes Oscarsbelönade roller regisserades av Woody Allen. Förutom i ett flertal av Allens filmer har hon även medverkat i bland annat Footloose, Edward Scissorhands och Föräldraskap. Hon är inte gift men har två adoptivbarn. 

## Filmografi i urval
- 1980 – It's My Turn
- 1982 – I'm Dancing as Fast as I Can
- 1983 – Face of Rage
- 1983 – Independence Day
- 1984 – Falling in Love
- 1984 – Footloose
- 1985 – The Purple Rose of Cairo
- 1986 – Hannah och hennes systrar
- 1987 – Radio Days
- 1987 – September
- 1987 – The Lost Boys
- 1988 – Bright Lights, Big City
- 1989 – Föräldraskap
- 1989 – Cookie
- 1990 – Edward Scissorhands
- 1991 – Little Man Tate
- 1994 – Kulregn över Broadway
- 1994 – Cops and Robbersons
- 1994 – The Scout
- 1995 – Drunks
- 1996 – En värsting på Wall Street
- 1996 – The Birdcage – lånta fjädrar
- 1998 – Magiska systrar
- 1998 – Mannen som kunde tala med hästar
- 1999 – The Simple Life of Noah Dearborn (TV-film)
- 2000 – The 10th Kingdom
- 2000–2002 – Law & Order (TV-serie)
- 2001 – I Am Sam
- 2001–2002 – Law & Order: Special Victims Unit (TV-serie)
- 2002 – Merci Docteur Ray
- 2004 – The Blackwater Lightship
- 2004 – Category 6: Day of Destruction
- 2005 – Robotar (röst)
- 2006 – A Guide to Recognizing Your Saints
- 2007 – Dedication
- 2007 – Dan in Real Life
- 2008–2010 – In Treatment (TV-serie)
- 2008 – Passengers
- 2008 – Synecdoche, New York
- 2009 – Rage
- 2010 – Rabbit Hole
- 2011 – Den stora jakten
- 2012 – Berättelsen om Timothy Green
- 2021 – I Care a Lot
- 2024 – Apartment 7A

## Teater

### Roller
| År   | Roll      | Produktion                  | Regi      | Teater                               |
| ---- | --------- | --------------------------- | --------- | ------------------------------------ |
| 1982 | Desdemona | Othello William Shakespeare | Peter Coe | Winter Garden Theatre, New York, USA |